# Stipanska
Koordinati:   43°24′18″N, 16°10′20″E
Stipanska je majhen nenaseljen otoček v Jadranskem morju,
Hrvaška.
Stipanska, na kateri stoji svetilnik, leži okoli 2 km zahodno od naselja Maslinica na Šolti. Površina otočka meri 0,619 km². Dolžina obalnega pasu je 3,38 km. Najvišji vrh je visok 68 mnm.
Na otočku so razvaline starokrščanske bazilike vzdolžnega tlorisa s polkrožno apsido.
Iz pomorske karte je razvidno, da svetilnik, ki stoji na skajni zahodni točki otočka, oddaja svetlobni signal: Z Bl(2) 5s. Nativni domet svetilnika je 6 milj.